# Йендель
Йе́ндель (нем. Jendel), также мы́за Я́неда (эст. Jäneda mõis) — рыцарская мыза (имение) в уезде Ляэне-Вирумаа, Эстония. В настоящее время находится на территории деревни Янеда. Согласно историческому административному делению, мыза относилась к приходу Амбла уезда Ярвамаа. В годы Российской империи находилась на территории Эстляндской губернии и относилась к приходу Ампель.

## История мызы
Мыза впервые упомянута в 1510 году, когда её собственниками были члены семейства Ротазе (Rothase / Rothusen). В XVI–XVIII столетиях мыза часто меняла владельцев: она принадлежала семьям Таубе, Эссен, Багговут, Левенштерн и представителям других дворянских семейств. С 1833 года и до  национализации в ходе земельной реформы 1919 года мыза принадлежала фон Бенкендорфам.
На военно-топографических картах Российской империи (1846–1863 годы), в состав которой входила Эстляндская губерния, мыза обозначена как Iендель.

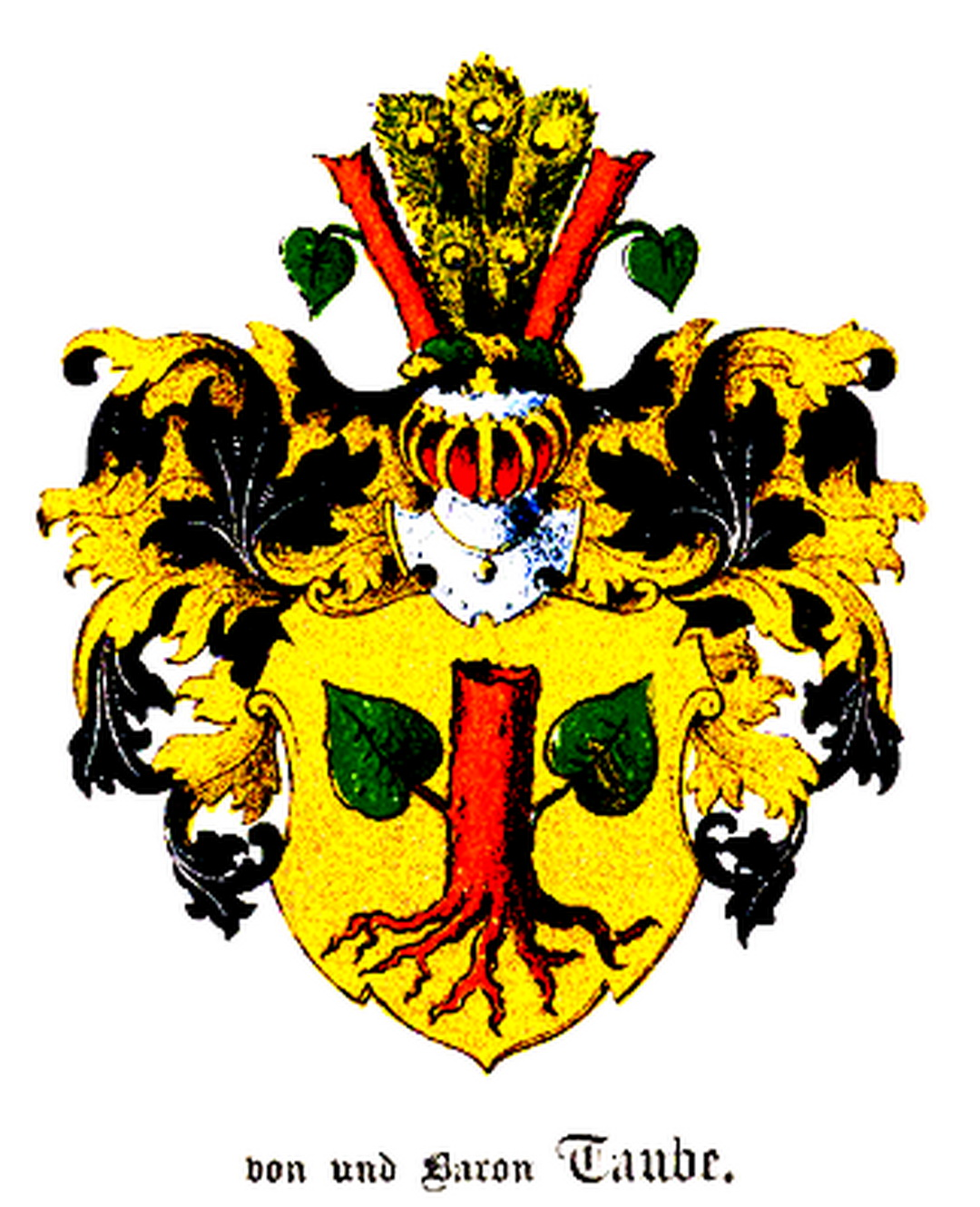
Герб Таубе
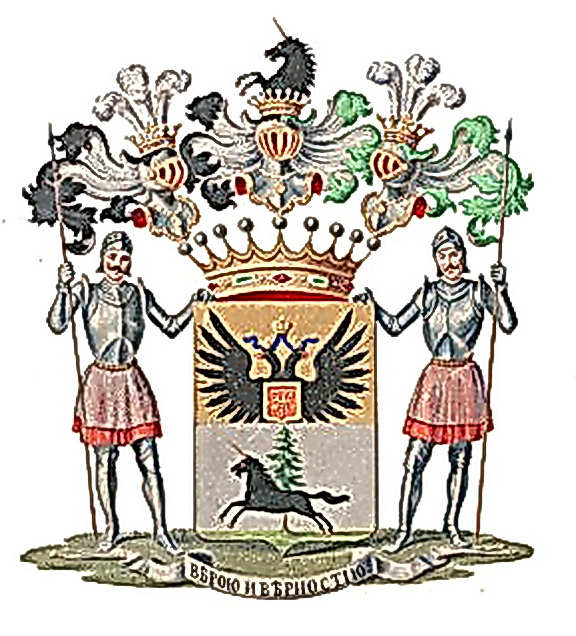
Герб графов Эссен
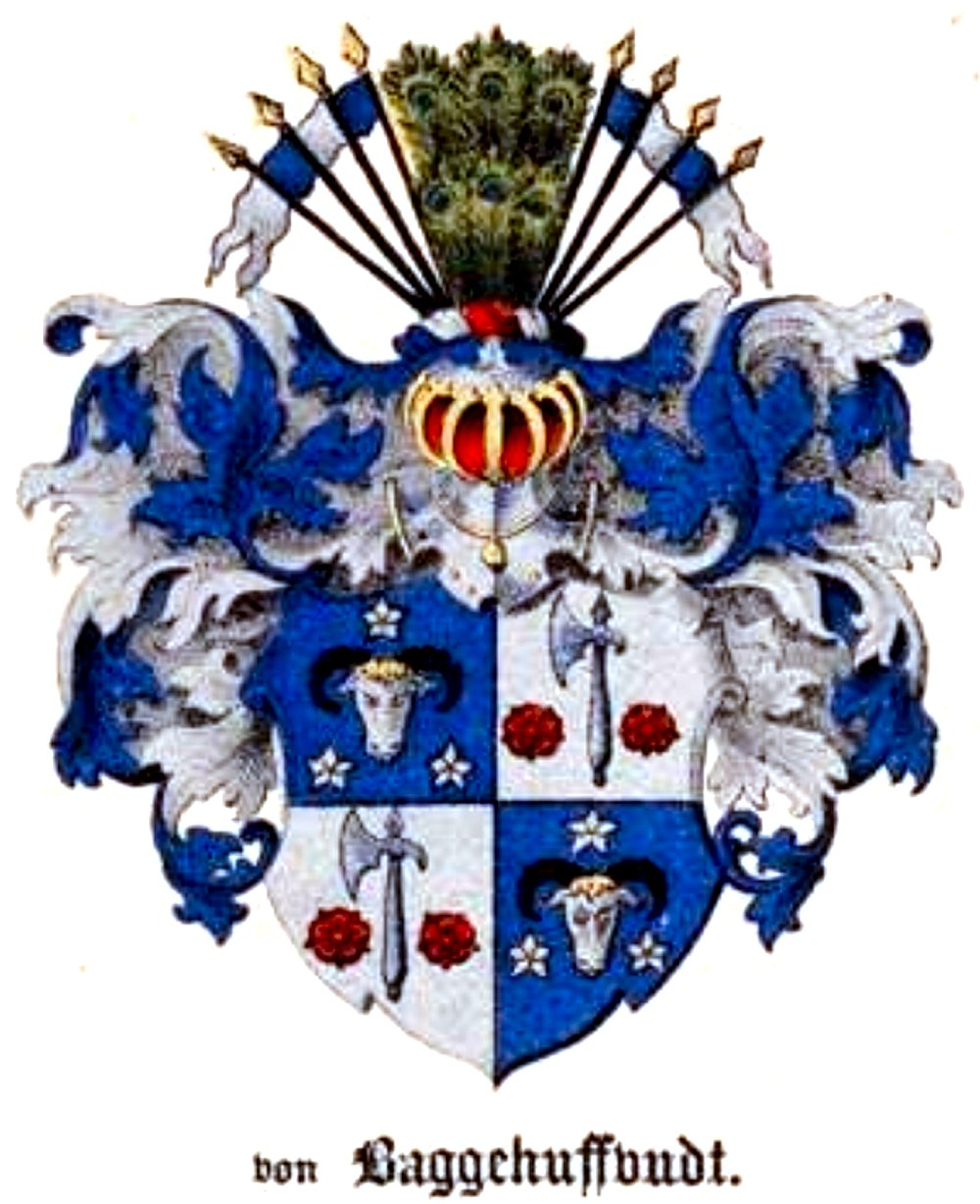
Герб Багговутов
Герб Левенштернов
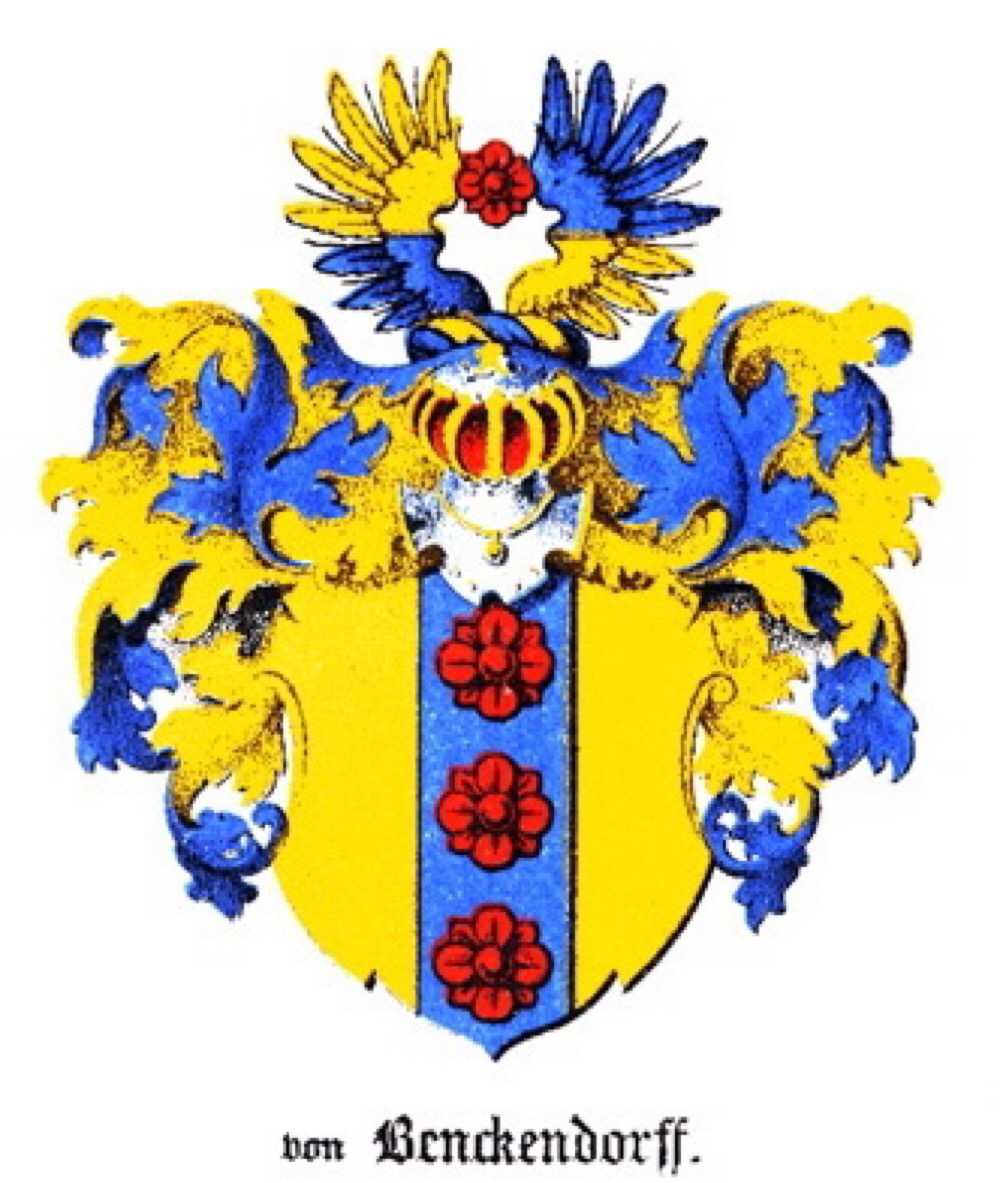
Герб Бенкендорфов

В 1921 году в зданиях мызы начала работать Сельскохозяйственная школа. 
В августе 1934 года в деревне Янеда, на озере Калиярве, отдыхал знаменитый английский писатель Герберт Уэллс, который приехал в гости к переводчице своих произведений на итальянский и французский языки Марии Закревской-Бенкендорф. Она была супругой владельца мызы Янеда Иоганна фон Бенкендорфа, в молодости работала в Италии личным секретарём Максима Горького.
В 1968–1974 годах к главному зданию мызы (господскому особняку) была добавлена объёмная и выразительная пристройка (архитектор Вальве Пормейстер). В советское время в ней работал Янедаский опорно-показательный совхоз-техникум (общий земельный фонд в 1978 году 3,4 тыс. гектара, число работников — 182 чел.); затем, с 1991 года — Янедаский учебно-консультационный центр (эст. Jäneda Õppe- ja Nõuandekeskus), с 2006 и до 2017 года — Информационный центр сельской экономики (эст. Maamajanduse Infokeskus), подчинявшийся Министерству сельского хозяйства (c 1 января 2018 года он вошёл в состав Центра сельскохозяйственных исследований — эст. Põllumajandusuuringute Keskus). Это, по сути отдельное, здание есть в составленной в 2008—2013 годах эстонскими специалистами  базе данных самых ценных архитектурных произведений Эстонии XX века, не внесённых в Государственный регистр памятников культуры.
В настоящее время в зданиях мызного комплекса работает гостиница «Aidahotell» (12 двухместных номеров в бывшем амбаре) и ресторан «Musta Täku Tall» (с эст. «Конюшня чёрного жеребца» — в бывшей мызной конюшне). В главном здании проводятся семинары, а в его Замковом зале организуются банкеты, празднуются свадьбы, отмечаются дни рождения и т. п. Большинство вспомогательных хозяйственных построек мызы сохранились в первозданном виде или близком к нему. В пристройке к главному зданию работает гостевой дом «Янеда» на 120 мест.

## Главное здание

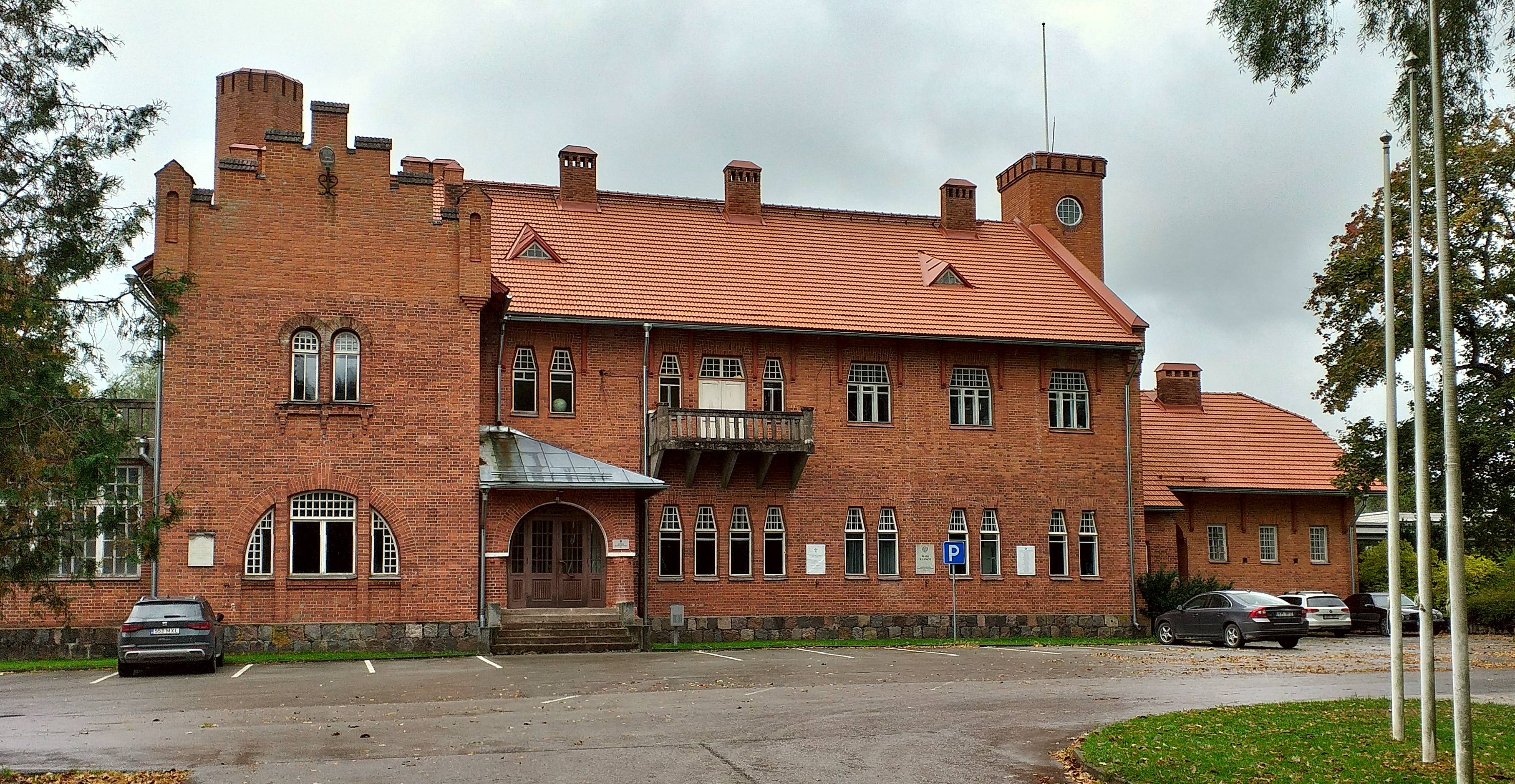
Передний фасад главного здания мызы

Главное здание мызы построено в 1913–1915 годах, строительным мастером был Назимов. Интерьеры в основном переделаны в 1922 году по проектам Антона Соанса.
Здание большей частью двухэтажное, за исключением одноэтажного крыла справа и веранды слева; вокруг башен оно в нескольких местах трёхэтажное. Построено в стиле югендштиль с элементами неоготики. Ощущается романтическое присутствие средневековой крепостной архитектуры. Здание отличается асимметрично расчленённым основным планом и схожим общим силуэтом: тонкая восьмиугольная висячая башня на юго-западном углу; вторая, чуть поменьше, четырёхугольная башня на северном углу; ризалиты, заканчивающиеся ступенчатыми фронтонами на переднем и заднем фасадах; высокие дымоходы с искрогасителями. Главный вход в левом крыле фасада оформлен в виде большого дугового проёма с дверью и большим окном, поделенным на частые прямоугольники; в северном крыле — веранда с балконом, перед которой расположена терраса; на заднем фасаде в сторону пруда спускается представительная многомаршевая лестница. Пластиковые декоративные детали практически отсутствуют, основной упор делается на фактуру стен из красного кирпича, а сами стены украшены только асимметрично расположенными окнами разной формы.

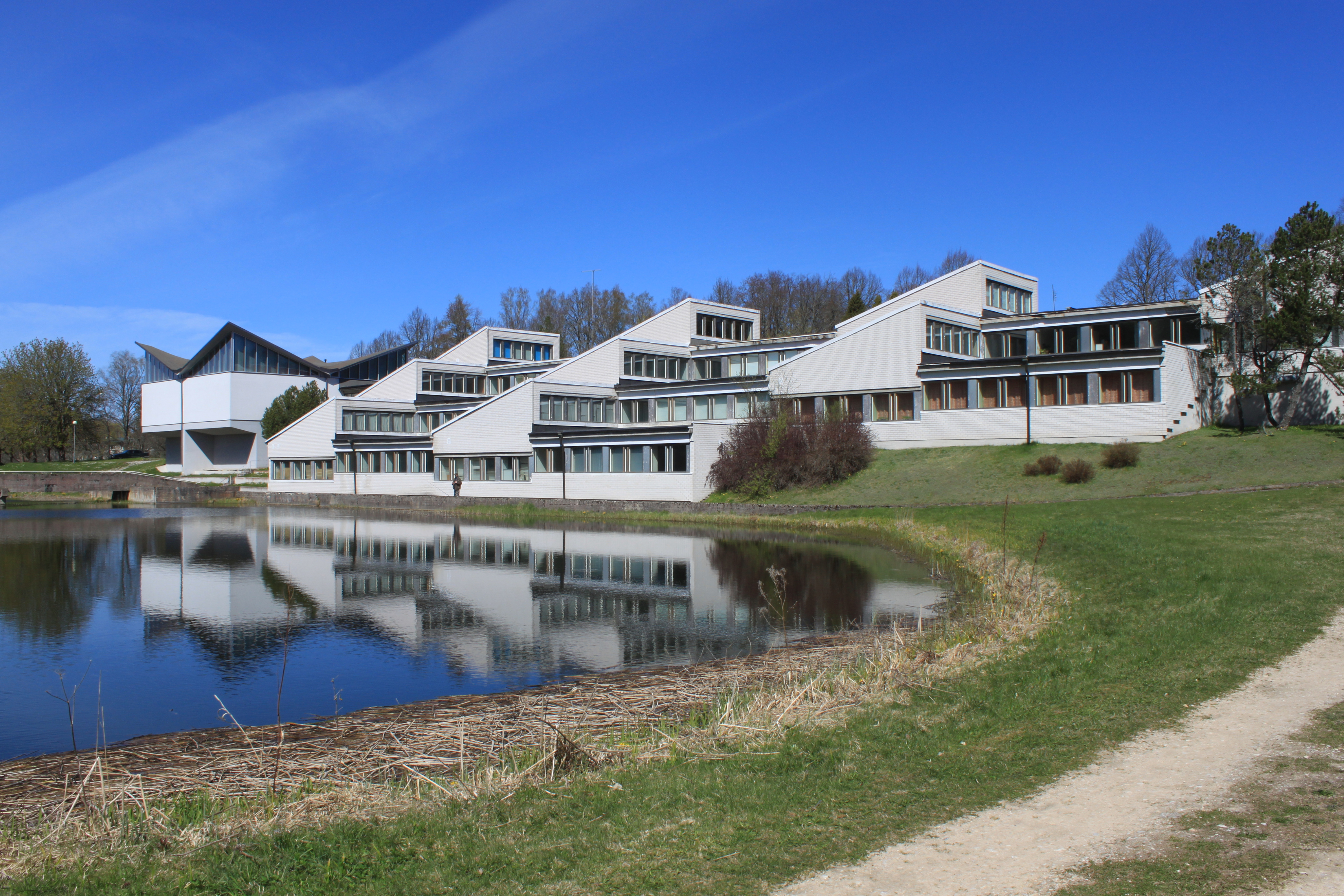
Пристройка к главному зданию и искусственное озеро

Дизайн интерьера основан на функциональности; представительские помещения расположены на первом этаже. Интерьеры в основном реконструированы; лучше всего сохранились вестибюль и зал с камином, выполненным в стиле модерна.
За главным зданием мызы протекает река Яанийыги. Возле мызы в неё впадает небольшой ручей Алликоя, который запружен в живописное озеро Алликаярв с извилистой береговой линией (площадь 3,2 гектара). Возле водяной мельницы находится плотинное озеро площадью 2 гектара, рядом с бывшим зданием совхоза-техникума — искусственное озеро размером 0,4 гектара. Холмистая местность за главным зданием довольно быстро переходит в лесопарк.
В настоящее время в главном здании мызы располагается музей, а в самой высокой его башне — музыкальная обсерватория композитора Урмаса Сисаска, которую он основал в 1994 году, и «музыкальный планетарий», открытый им в 1996 году. В здании также работает Янедаская библиотека — филиал Тапаской волостной библиотеки.

## Мызный комплекс

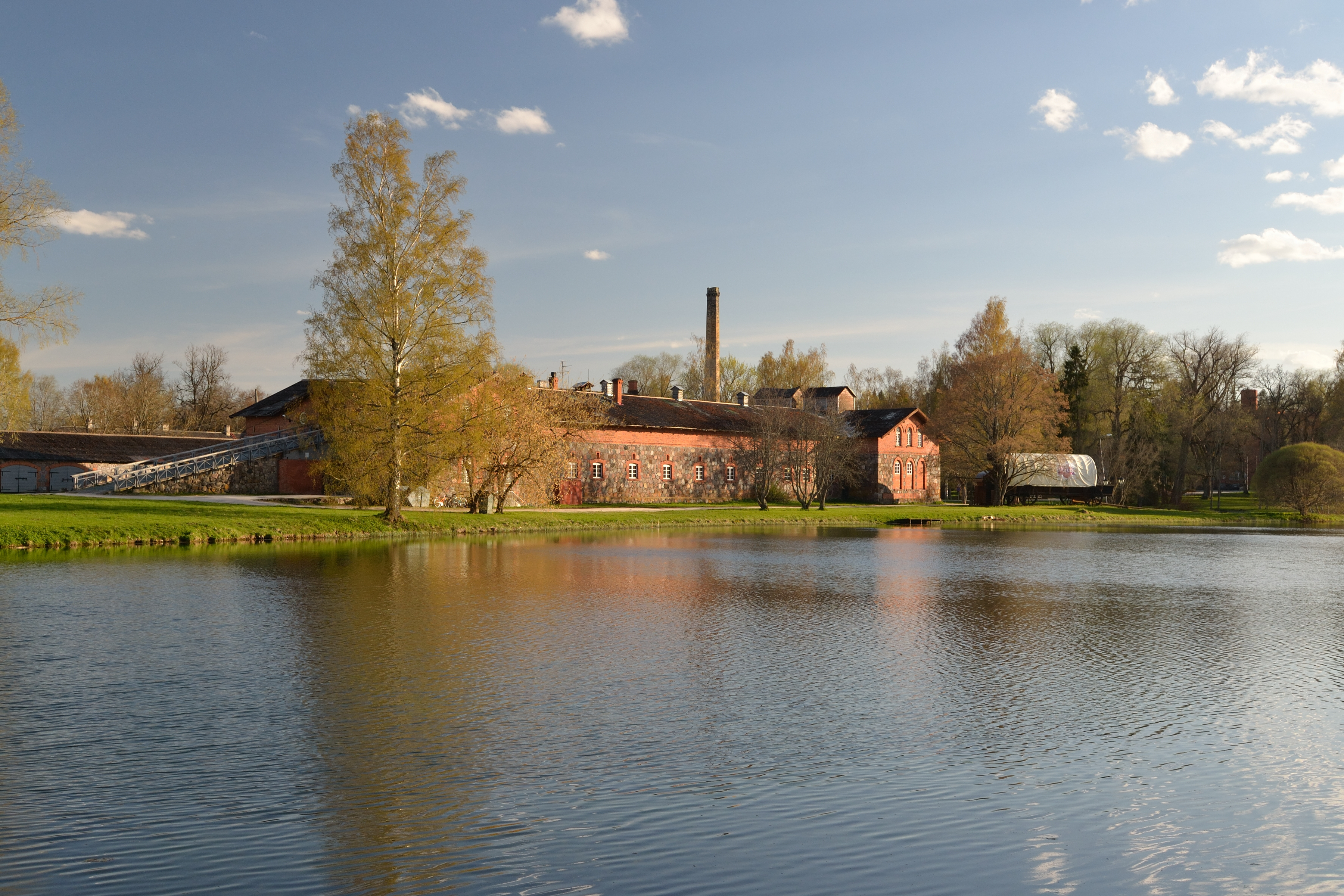
Озеро Алликаярв и конюшня бывшей мызы

Хозяйственные постройки и вспомогательные мызные здания находятся к северо-востоку от господского дома. Ближе всего к нему стоит амбар с остроконечными арками, в паре сотен метров далее друг против друга расположены конюшня, каретник и водочная фабрика; за ними находится целый комплекс хозяйственных построек: дом управляющего, коровники и пр.
В Государственный регистр памятников культуры Эстонии внесены (как памятники архитектуры) 15 объектов мызного комплекса:
- главное здание, при инспектировании 14 июня 2018 года находилось в удовлетворительном состоянии[4];
- парк. Постоянно дополняется насаждениями. В прохладном озере Алликаярв весной гнездятся лебеди-кликуны и синие утки. На юго-западе граничит с природным парком Кырвемаа. При инспектировании 14 января 2020 года парк находился в удовлетворительном состоянии[18];
- водочная фабрика, при инспектировании 7 февраля 2019 года её состояние было признано плохим[19];
- конюшня[20], в настоящее время трактир «Муста Тяку Талль», за которым установлена декоративная телега очень больших размеров;
- каретник,  при инспектировании 26 марта 2018 года находился в удовлетворительном состоянии[21];
- хлев 1, при инспектировании 3 мая 2018 года находился в плохом состоянии[22];
- хлев 2, при инспектировании  3 мая 2018 года находился в руинах[23];
- скотный двор, при инспектировании 12 ноября 2019 года его состояние было признано аварийным[24];
- дом управляющего мызой, при инспектировании 6 апреля 2023 находился в плохом состоянии[25];
- амбар, при инспектировании 24 июля 2020 года находился в плохом состоянии[26];
- кузница, при инспектировании 26 июля 2018 года её состояние было оценено как хорошее[27];
- важница, при инспектировании 20 декабря 2018 года находилась в удовлетворительном состоянии[28];
- столярная мастерская, при инспектировании 20 декабря 2018 года находилась в плохом состоянии[29];
- турбинное здание, при инспектировании 5 февраля 2024 года его состояние было признано плохим[30];
- водяная мельница, при инспектировании 3 августа 2022 года находилась в полуразрушенном состоянии[31].

## Галерея

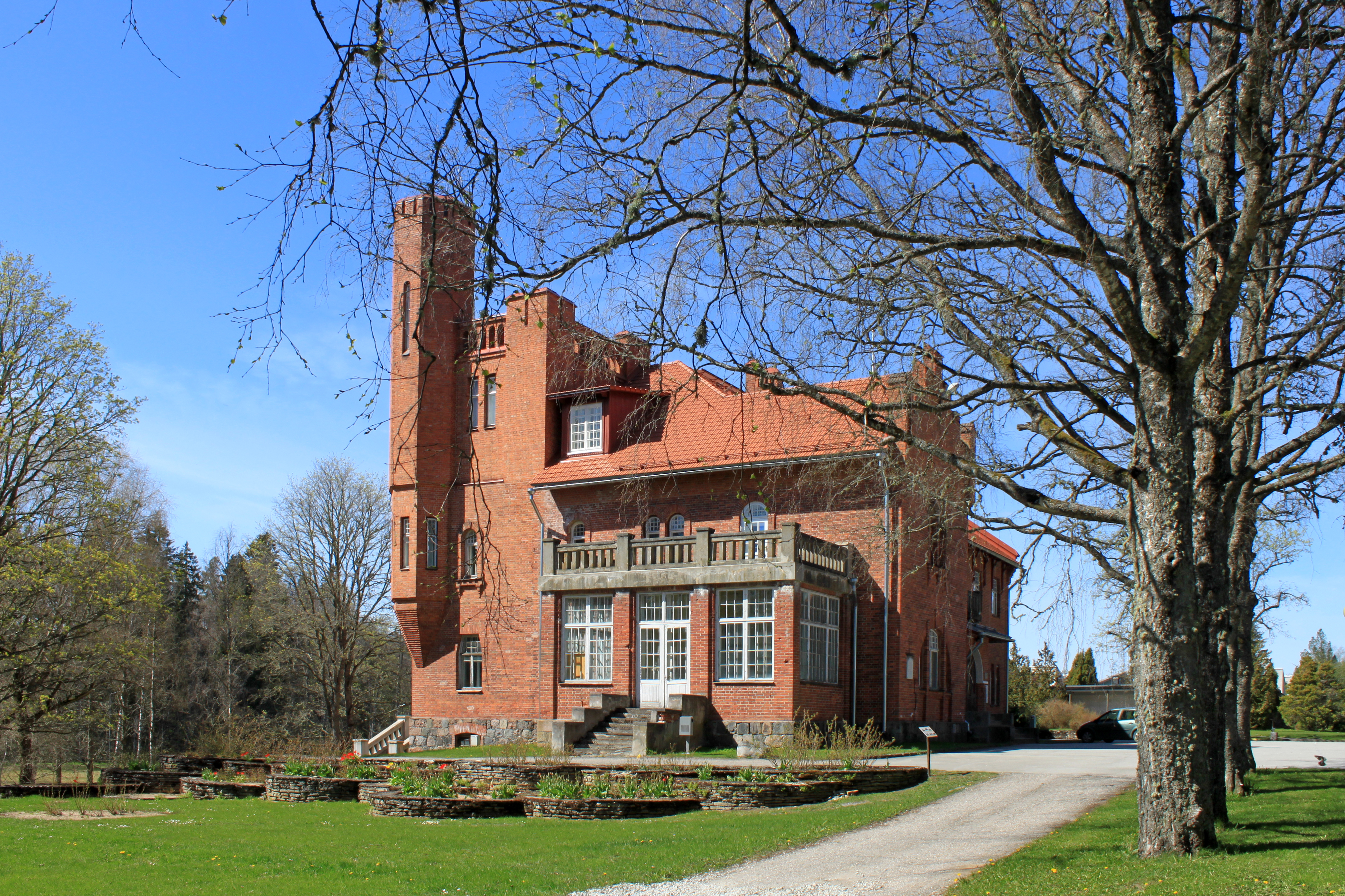
Левое крыло главного здания
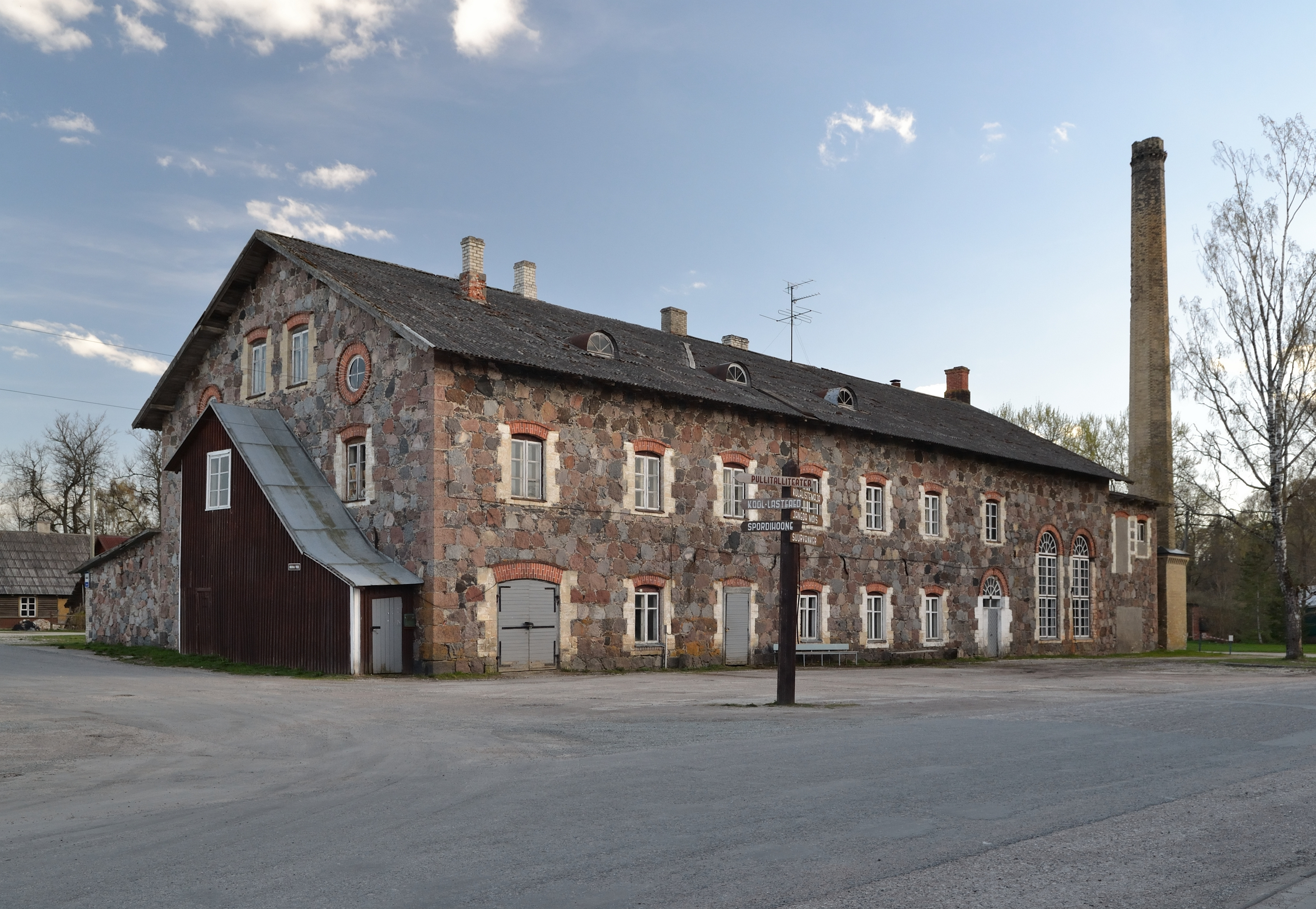
Водочная фабрика
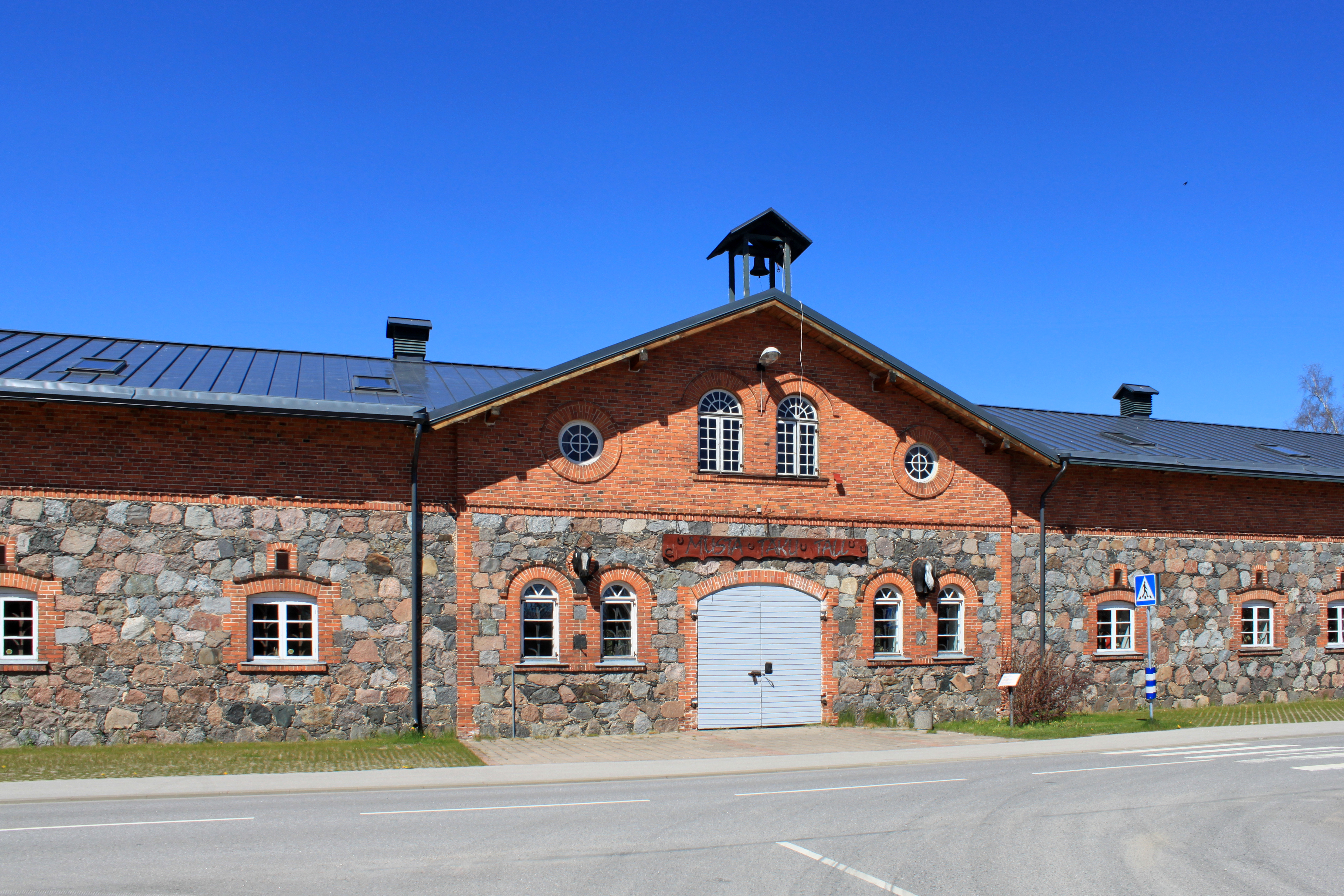
Конюшня
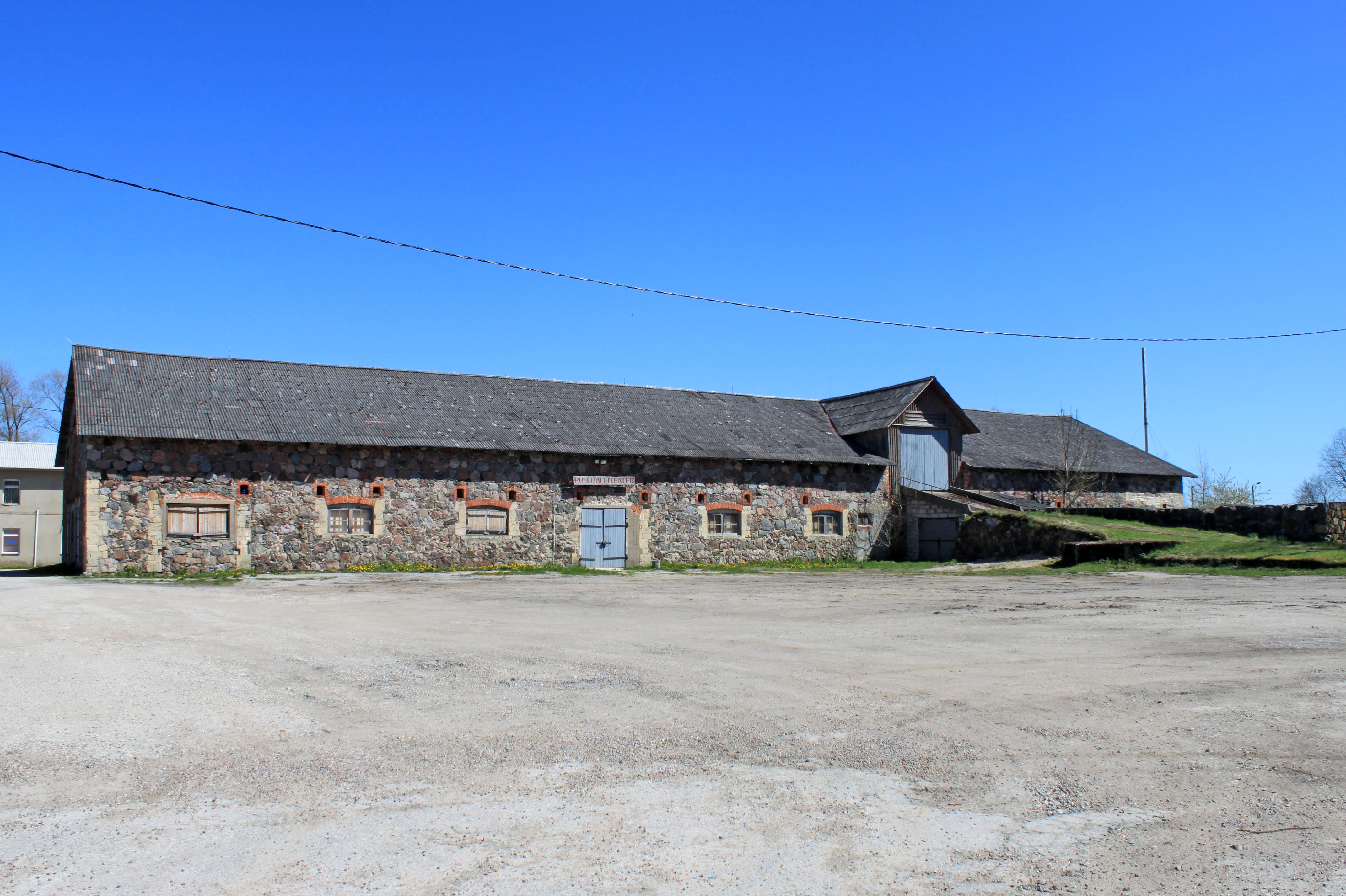
Хлев № 1
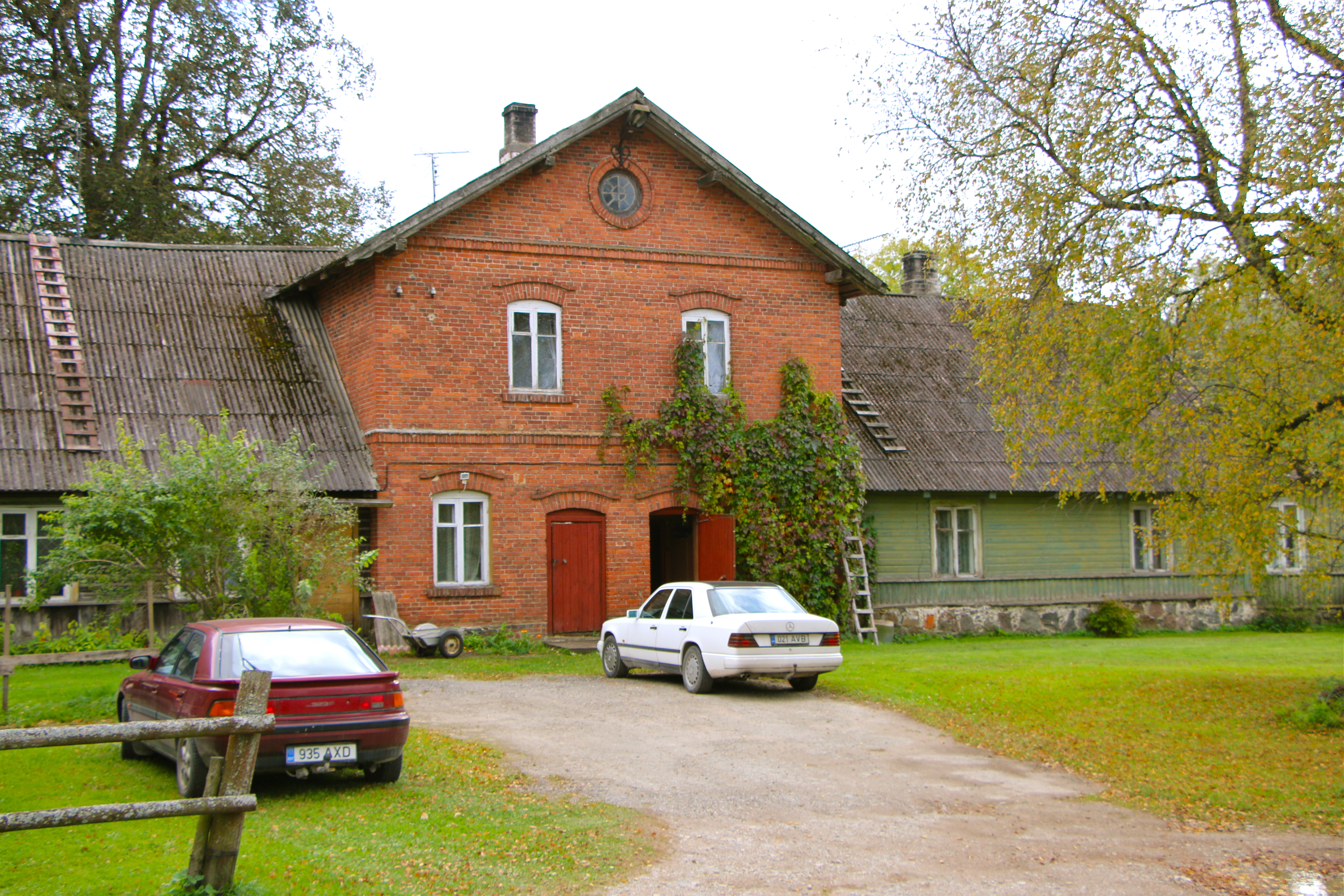
Дом управляющего
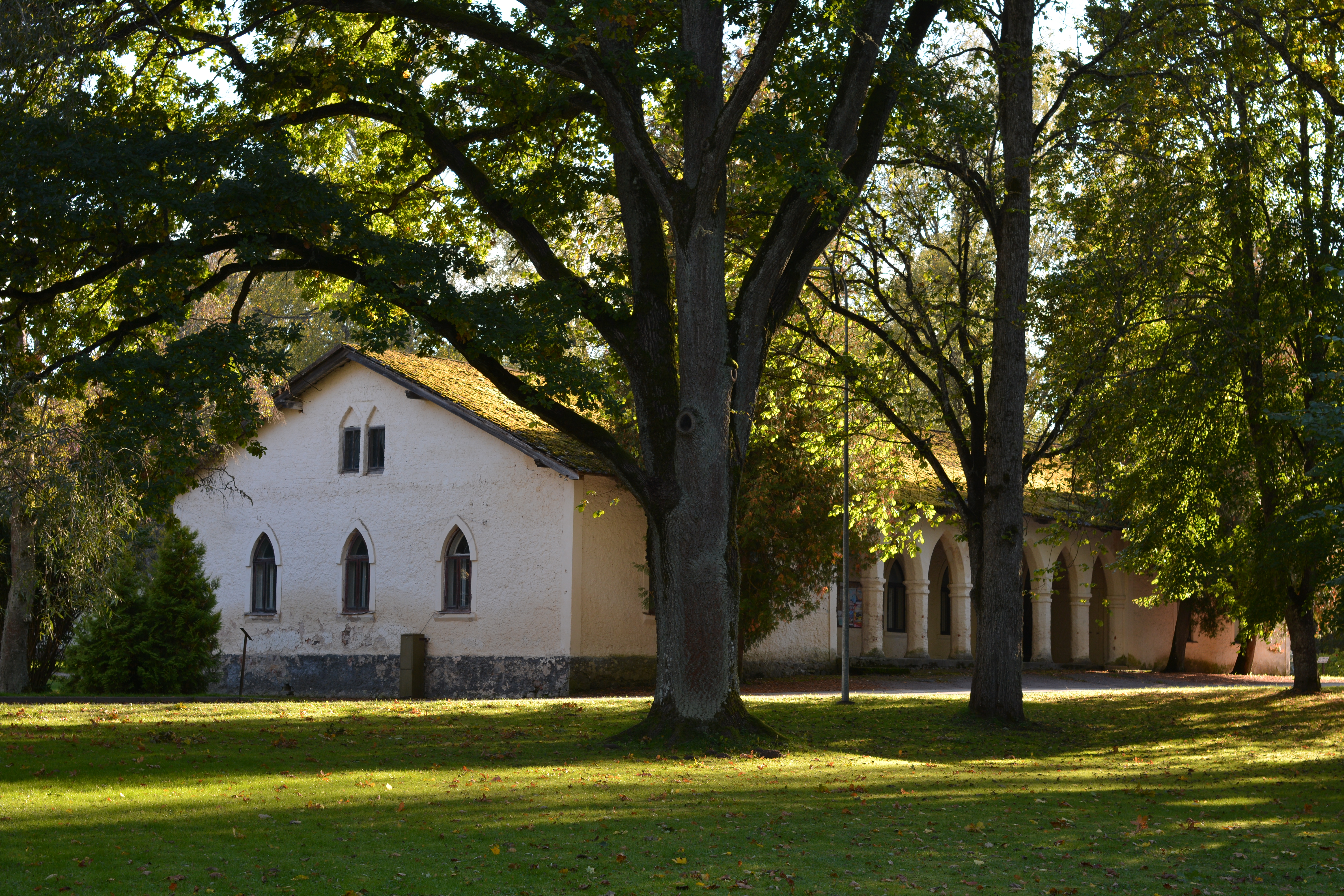
Амбар в 2014 году (до реновации)
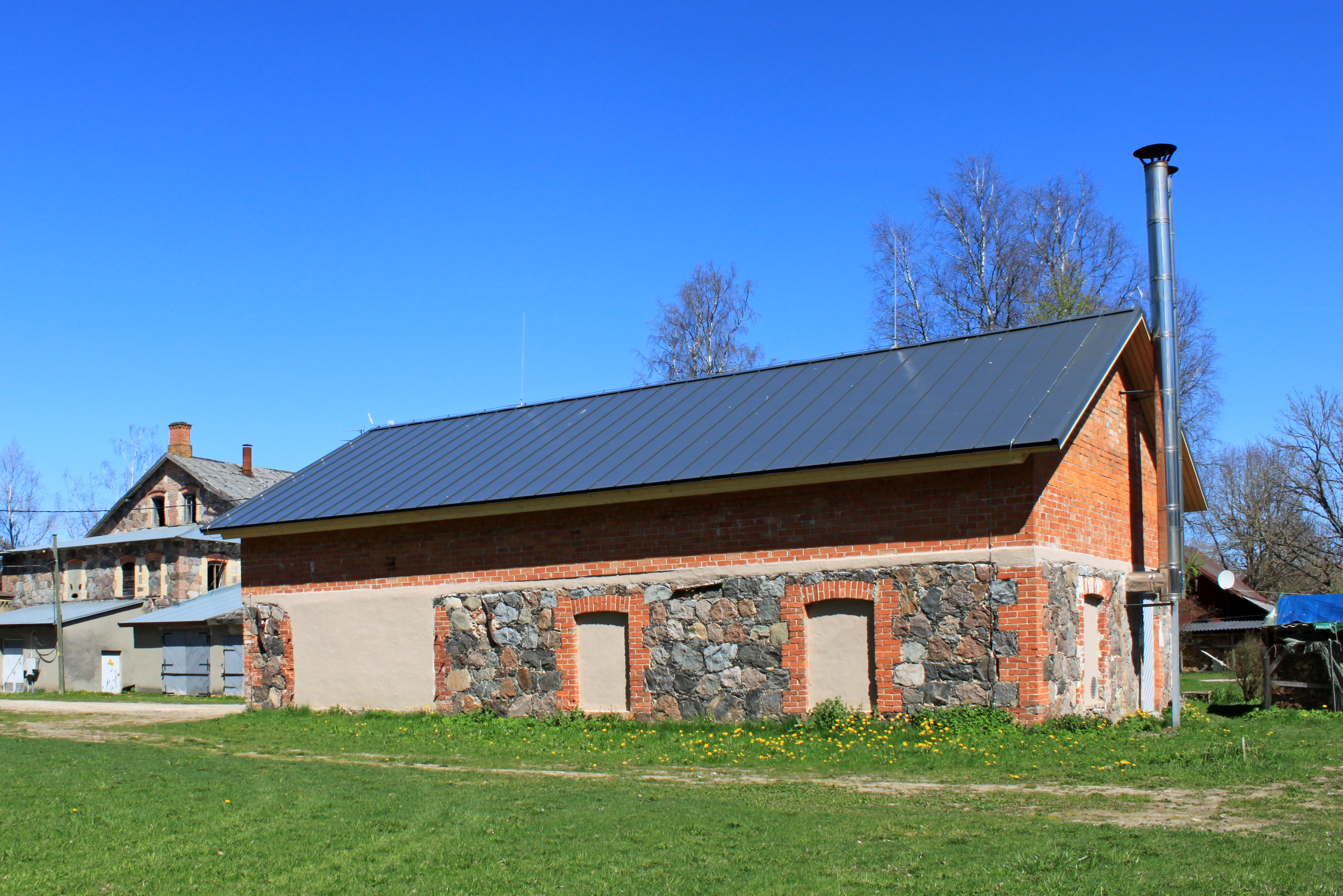
Кузница
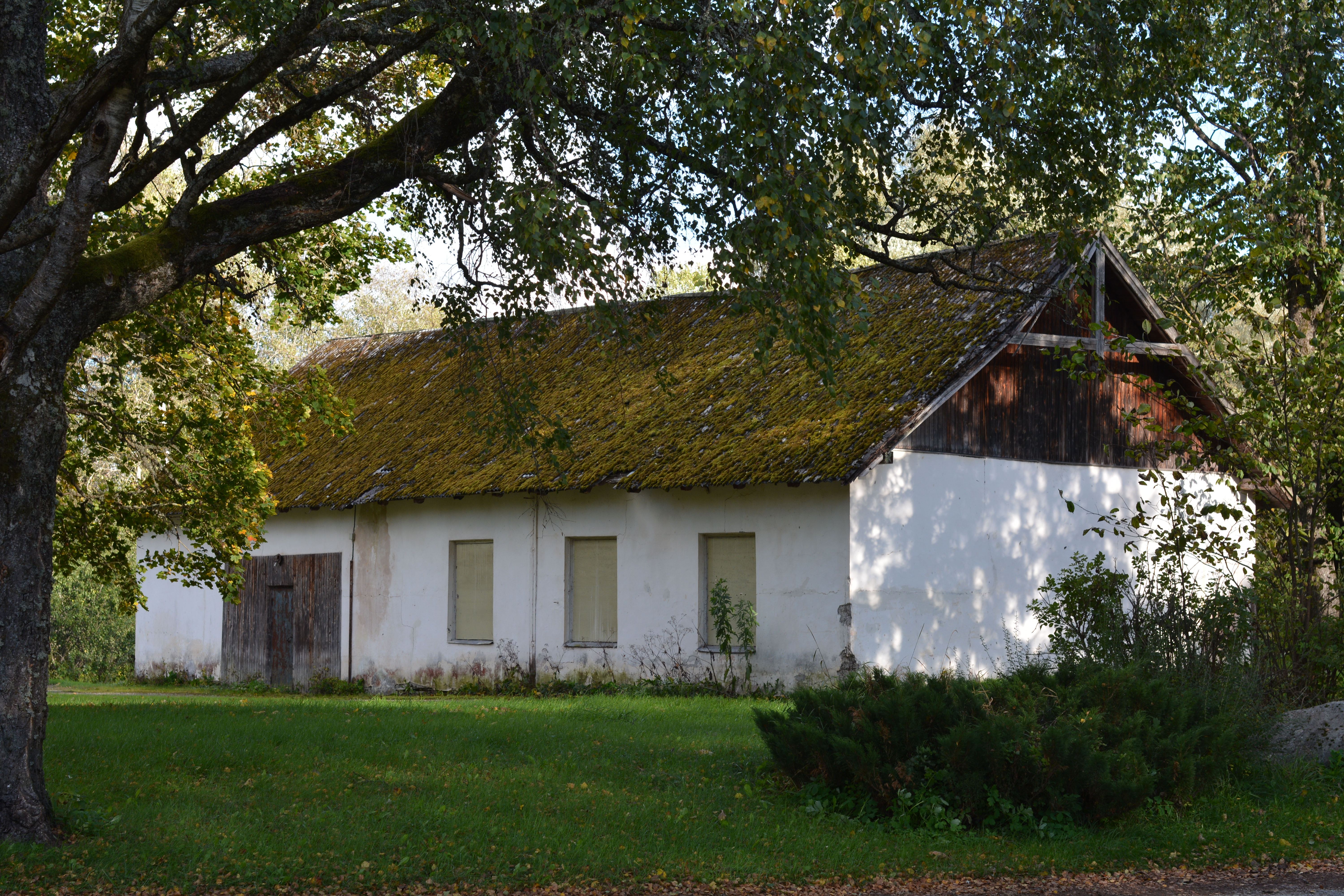
Столярная мастерская
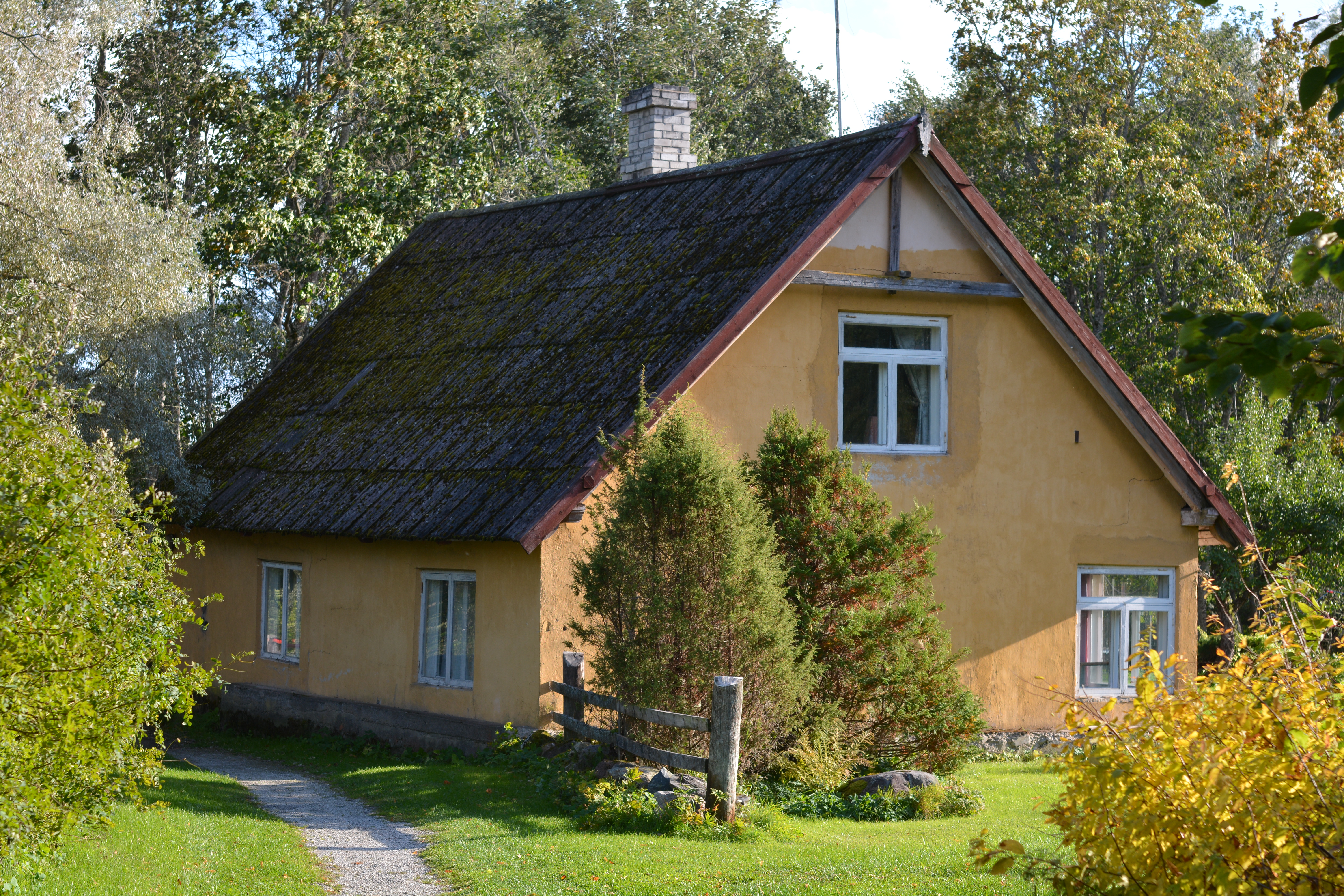
Турбинное здание
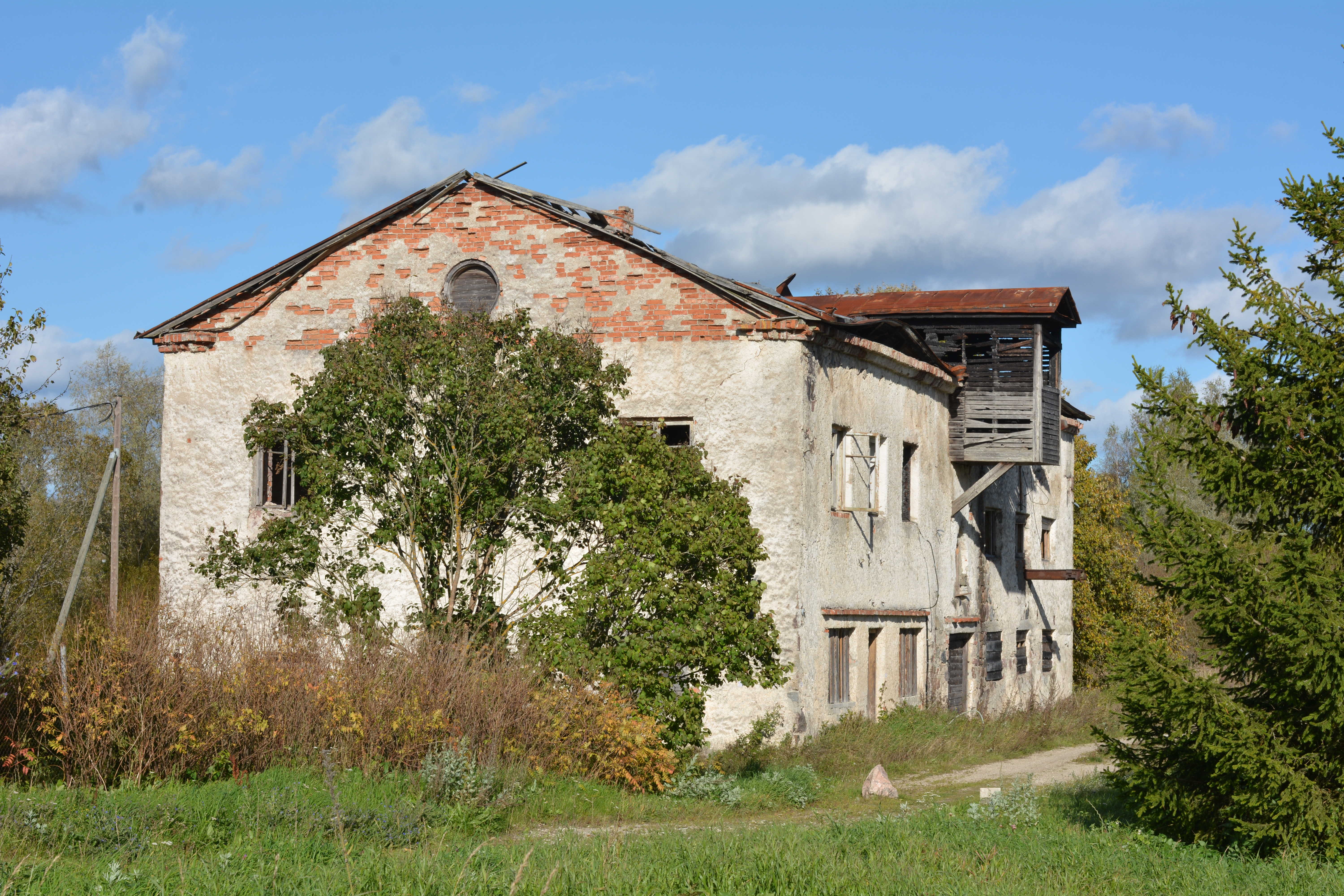
Водяная мельница